# Козин (Ровненская область)
Козин (укр. Козин) — село в Дубенском районе Ровненской области Украины. Административный центр Козинской сельской общины.
До 2020 года входило в Радивиловский район.
Население по переписи 2001 года составляло 1641 человек. Почтовый индекс — 35523. Телефонный код — 3633. Код КОАТУУ — 5625883901.